# 1958년 아시안 게임
제3회 아시안 게임은 아시아 경기 연맹(AFG) 주관으로 1958년 5월 24일부터 6월 1일까지 일본 도쿄에서 열렸다. 아시아 20개국이 참가하였으며 참가 선수의 수는 1820명이다. 비올림픽 종목인 유도, 탁구, 테니스, 배구를 포함해 총 13종목 경기가 펼쳐졌다. 필드 하키, 탁구, 테니스, 배구 등 네 종목은 이번 대회에 처음으로 채택되었다.
도쿄는 이후 1964년 하계 올림픽을 개최했고, 2020년 하계 올림픽 대회도 개최하였다.

## 경기 종목
- 농구
- 다이빙
- 레슬링
- 배구
- 복싱
- 사격
- 사이클
- 수구
- 수영
- 역도
- 육상
- 축구
- 탁구
- 테니스
- 하키

## 참가국
총 20개국이 참가하였다.
- 아프가니스탄 (8)
- 버마 (36)
- 캄보디아 (12)
- 실론 (11)
- 홍콩 (80)
- 인도 (79)
- 인도네시아 (66)
- 이란 (83)
- 이스라엘 (23)

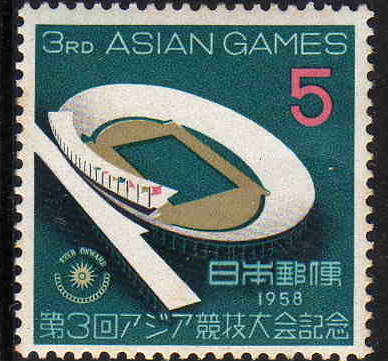
일본에서 발행된 1958년 아시안 게임 기념우표

- 일본 (287) (개최국)
- 말라야 연방 (80)
- 네팔 (7)
- 북보르네오 (8)
- 파키스탄 (87)
- 필리핀 (152)
- 중화민국 (136)
- 싱가포르 (54)
- 대한민국 (120)
- 베트남 공화국 (32)
- 태국 (47)

## 메달 집계
| 순위 | 국가          | 금메달 | 은메달 | 동메달 | 합계 |
| ---- | ------------- | ------ | ------ | ------ | ---- |
| 1    | 일본          | 67     | 41     | 30     | 138  |
| 2    | 필리핀        | 8      | 19     | 21     | 48   |
| 3    | 대한민국      | 8      | 7      | 12     | 27   |
| 4    | 중화민국      | 6      | 9      | 10     | 25   |
| 5    | 파키스탄      | 6      | 5      | 4      | 15   |
| 6    | 인도          | 5      | 3      | 3      | 11   |
| 7    | 이란          | 4      | 6      | 6      | 16   |
| 8    | 베트남 공화국 | 2      | 0      | 0      | 2    |
| 8    | 버마          | 2      | 0      | 0      | 2    |
| 10   | 싱가포르      | 1      | 1      | 0      | 2    |
| 11   | 실론          | 1      | 0      | 0      | 1    |
| 12   | 인도네시아    | 0      | 2      | 4      | 6    |
| 13   | 태국          | 0      | 1      | 3      | 4    |
| 14   | 말라야 연방   | 0      | 0      | 2      | 2    |
| 14   | 이스라엘      | 0      | 0      | 2      | 2    |
| 16   | 홍콩          | 0      | 0      | 1      | 1    |
| 합계 | 합계          | 112    | 112    | 126    | 350  |

## 대회 이모저모
- 마라톤에서 이창훈이 2시간 32분 55초로 영예의 1위(금메달)를 기록하였다.
- 대회 공식 슬로건으로 영원한 전진 (Ever Onward)을 제정하여 사용하였다.

| 아시안 게임 |                              |               |
| 이전        | 1958년 아시안 게임 도쿄 1958 | 다음          |
| 마닐라 1954 | 1958년 아시안 게임 도쿄 1958 | 자카르타 1962 |
|             |                              |               |
|             |                              |               |